# Petrosia crassa
Petrosia crassa är en svampdjursart som först beskrevs av Carter 1876.  Petrosia crassa ingår i släktet Petrosia och familjen Petrosiidae. Inga underarter finns listade i Catalogue of Life.